# Плешкуца (Арад)
Плешкуца (рум. Pleșcuța) — село у повіті Арад в Румунії. Адміністративний центр комуни Плешкуца.
Село розташоване на відстані 353 км на північний захід від Бухареста, 86 км на схід від Арада, 104 км на південний захід від Клуж-Напоки, 110 км на північний схід від Тімішоари.

## Населення
За даними перепису населення 2002 року у селі проживали 303 особи, з них 302 особи (99,7%) румунів. Рідною мовою 302 особи (99,7%) назвали румунську.